# Субхиддин Мохд Саллех
Субхиддин Мохд Саллех (малайск. Subkhiddin Mohd Salleh; род. 17 ноября 1966, Парит-Бунтар, Перак) — малайзийский футбольный арбитр. Основная специальность — учитель. Владеет малайским и английским языками. На международном уровне судит с 2000 года. В среднем за игру показывает 4,02 желтой и 0,30 красной карточек, рекорд — девять предупреждений и три удаления (данные на июнь 2010 года).